# 吳嘉侑
吳嘉侑（1994年6月23日—），台灣棒球選手，原名吳筌宏、吳睿勝。曾效力於中華職棒富邦悍將，守備位置為內野手、外野手。於2016年季中選秀會中被義大犀牛以第8輪第34順位選進，於2018年季末遭富邦悍將釋出。
2019年由味全龍總教練葉君璋引薦下，加入味全龍。

## 經歷
- 高雄市苓雅區中正國民小學少棒隊
- 高雄市大仁國中青少棒隊
- 高雄市三民高中青棒隊
- 新北市輔仁大學棒球隊（泰安產險）
- 中華職棒義大犀牛（2016年）
- 中華職棒富邦悍將（2017年－2018年）
- 中華職棒味全龍（2019年－2024年）
- 中華職棒味全龍二軍助理打擊教練（2025年–）

## 職棒生涯成績
| 年度 | 球隊     | 出賽 | 打數 | 安打 | 全壘打 | 打點 | 盜壘 | 四死 | 三振 | 打擊率 | 上壘率 | 長打率 | OPS   |
| ---- | -------- | ---- | ---- | ---- | ------ | ---- | ---- | ---- | ---- | ------ | ------ | ------ | ----- |
| 2017 | 富邦悍將 | 4    | 6    | 1    | 0      | 0    | 0    | 0    | 1    | 0.167  | 0.167  | 0.167  | 0.334 |
| 2021 | 味全龍   | 5    | 8    | 1    | 0      | 0    | 0    | 2    | 6    | 0.125  | 0.300  | 0.125  | 0.425 |
| 2023 | 味全龍   | 3    | 3    | 0    | 0      | 0    | 0    | 1    | 2    | 0.000  | 0.250  | 0.000  | 0.250 |
| 合計 | 3年      | 12   | 17   | 2    | 0      | 0    | 0    | 3    | 9    | 0.118  | 0.250  | 0.118  | 0.368 |

## 外部連結
- 吳嘉侑在台灣棒球維基館上的頁面（繁體中文）
- 吳嘉侑在中華職棒官網 （中文）和Baseball-Reference （英文）上的頁面